# Drabadzi-drabada
Drabadzi-drabada (biał. Драбадзі-драбада) – piąty album studyjny białoruskiego zespołu rockowego Krambambula, składający się z dwóch dysków. Na jego pierwszej części znalazły się białoruskojęzyczne wersje piosenek ludowych dziesięciu europejskich narodów, natomiast na drugiej – ich odpowiedniki w oryginalnych językach.

## Lista utworów

### Dysk 1
| Nr  | Tytuł utworu                                    | Oryginalna pisownia tytułu   | Długość |
| --- | ----------------------------------------------- | ---------------------------- | ------- |
| 1.  | „Heta nia wietraź” (pios. chorwacka)            | «Гэта ня ветразь»            | 3:09    |
| 2.  | „Karczomka” (pios. białoruska)                  | «Карчомка»                   | 3:57    |
| 3.  | „Żyu na swiecie adwakat” (pios. francuska)      | «Жыў на свеце адвакат»       | 2:46    |
| 4.  | „Kura-szczabiatura” (pios. białoruska)          | «Кура-шчабятура»             | 4:28    |
| 5.  | „Krambambuli” (pios. niemiecka)                 | «Крамбамбулі»                | 3:15    |
| 6.  | „Makarony” (pios. włoska)                       | «Макароны»                   | 1:53    |
| 7.  | „Siwy koń” (pios. białoruska)                   | «Сівы конь»                  | 3:59    |
| 8.  | „Sercu nielha zahadać” (pios. polska)           | «Сэрцу нельга загадаць»      | 3:25    |
| 9.  | „Cnatliwaja Panna i Wadzianik” (pios. szwedzka) | «Цнатлівая Панна і Вадзянік» | 2:53    |
| 10. | „Zialona kanopla” (pios. słowacka)              | «Зялёна канопля»             | 2:17    |
| 11. | „Źnikni precz, tuha!” (pios. irlandzka)         | «Зьнікні прэч, туга!»        | 2:53    |
| 12. | „Mur na pahorku” (pios. litewska)               | «Мур на пагорку»             | 4:08    |
|     |                                                 |                              | 39:03   |

### Dysk 2
| Nr  | Tytuł utworu                           | Oryginalna pisownia tytułu | Długość |
| --- | -------------------------------------- | -------------------------- | ------- |
| 1.  | „To nisu jedra” (pios. chorwacka)      |                            | 3:09    |
| 2.  | „Karczomka” (pios. białoruska)         | «Карчомка»                 | 3:57    |
| 3.  | „Il était un avocat” (pios. francuska) |                            | 2:46    |
| 4.  | „Kura-szczabiatura” (pios. białoruska) | «Кура-шчабятура»           | 4:28    |
| 5.  | „Krambambuli” (pios. niemiecka)        |                            | 3:15    |
| 6.  | „Maccheroni” (pios. włoska)            |                            | 1:53    |
| 7.  | „Siwy koń” (pios. białoruska)          | «Сівы конь»                | 3:59    |
| 8.  | „Cicha woda” (pios. polska)            |                            | 3:25    |
| 9.  | „Jungfrun och Näcken” (pios. szwedzka) |                            | 2:53    |
| 10. | „Konopa, konopa” (pios. słowacka)      |                            | 2:17    |
| 11. | „Whiskey in the Jar” (pios. irlandzka) |                            | 2:53    |
| 12. | „Ant kalno mūrai” (pios. litewska)     |                            | 4:08    |
|     |                                        |                            | 39:03   |

## Twórcy
- Lawon Wolski – wokal, teksty
- Pawieł Traciak – gitara, mandolina, sitar, gitara akustyczna
- Aleh Harus – gitara, wokal wspierający
- Aleś-Franciszak Myszkiewicz – gitara basowa, wokal wspierający
- Kastuś Karpowicz – puzon, wokal wspierający
- Radasłau Sasnoucau – trąbka, wokal wspierający
- Siarżuk Sztender – bębny, perkusja, wokal wspierający
- Andrej Babrouka – zapis, miksowanie i mastering[1]